# Wybory do Parlamentu Europejskiego w Austrii w 2009 roku
Wybory do Parlamentu Europejskiego w Austrii odbyły się 7 czerwca 2009. Austriacy wybrali 17 europarlamentarzystów zgodnie z przepisami traktatu nicejskiego. Po wejściu w życie traktatu lizbońskiego Austria otrzymała 2 dodatkowe mandaty. Przypadły one przedstawicielom Socjaldemokratycznej Partii Austrii i Sojuszu na rzecz Przyszłości Austrii. Dodatkowi europosłowie złożyli ślubowanie w połowie VII kadencji (w grudniu 2011).
Frekwencja wyborcza wyniosła 45,3% i była o 2,9% wyższa niż pięć lat wcześniej.

## Wyniki wyborów
| Lista wyborcza                      | Partia europejska | Głosy     | %    | Miejsca | +/- |
| ----------------------------------- | ----------------- | --------- | ---- | ------- | --- |
| Austriacka Partia Ludowa            | EPP               | 858 919   | 30,0 | 6       | ±0  |
| Socjaldemokratyczna Partia Austrii  | PES               | 680 041   | 23,7 | 4       | –3  |
| Lista Hansa Petera Martina          | –                 | 506 092   | 17,7 | 3       | +1  |
| Wolnościowa Partia Austrii          | –                 | 364 206   | 12,7 | 2       | +1  |
| Zieloni                             | EGP               | 284 505   | 9,9  | 2       | ±0  |
| Sojusz na rzecz Przyszłości Austrii | –                 | 131 213   | 4,6  | –       |     |
| Junge Liberale Österreich           | –                 | 20 668    | 0,7  | –       |     |
| Komunistyczna Partia Austrii        | –                 | 18 974    | 0,7  | –       |     |
| Suma                                | –                 | 2 864 618 | 100% | 17      | –1  |